# Clermain
Clermain is een plaats en voormalige gemeente in het Franse departement Saône-et-Loire (regio Bourgogne-Franche-Comté) en telt 214 inwoners (2005). De plaats maakt deel uit van het arrondissement Mâcon. Clermain is op 1 januari 2019 gefuseerd met de gemeenten Brandon en Montagny-sur-Grosne tot de gemeente Navour-sur-Grosne. 

## Geografie
De oppervlakte van Clermain bedraagt 5,7 km², de bevolkingsdichtheid is 37,5 inwoners per km².
De onderstaande kaart toont de ligging van Clermain met de belangrijkste infrastructuur en aangrenzende gemeenten.

## Demografie
Onderstaande figuur toont het verloop van het inwonertal (bron: INSEE-tellingen).